# Aeródromo Municipal de Bragança
O Aeródromo Municipal de Bragança (Alto Trás-os-Montes, Portugal) com o código IATA BGC, é o principal aeródromo que serve o nordeste transmontano. Fica localizado a cerca de 10 km de distância da cidade de Bragança, e junto ao Parque Nacional de Montesinho. Tem voos regulares para Vila Real (Douro) [VRL] e Lisboa [LIS], operados actualmente pela companhia aérea AeroVip, bem como voos sazonais para França. Actualmente, a autoridade responsável pela gestão do aeroporto é a Câmara Municipal de Bragança.
Em 2009, foi apresentado o Plano Director do Aeroporto Regional de Bragança, aprovado pelo Instituto Nacional de Aviação Civil. O plano prevê a realização de obras de reforço e de ampliação da pista actual de 1700 para 2300 metros, permitindo desta forma a aterragem e descolagem de aeronaves com capacidade para 150 passageiros (o que corresponde aos aviões Boeing 737 e Airbus A320), bem como a construção de um novo terminal de passageiros, uma zona industrial e um parque de estacionamento. Com a conclusão da primeira fase de construção, o aeroporto terá a capacidade de acolher cerca de 40.000 passageiros por ano, e o terminal de passageiros terá a capacidade de acolher cerca de 200 passageiros em horas de ponta.

## Companhias aéreas e destinos
Actualmente, a companhia aérea  Sevenair, SA. liga o aeródromo a Vila Real, Viseu, Cascais e Portimão, com duas frequências diárias, de segunda a sábado durante o verão e uma frequência diária durante o inverno.